# Bijwortel

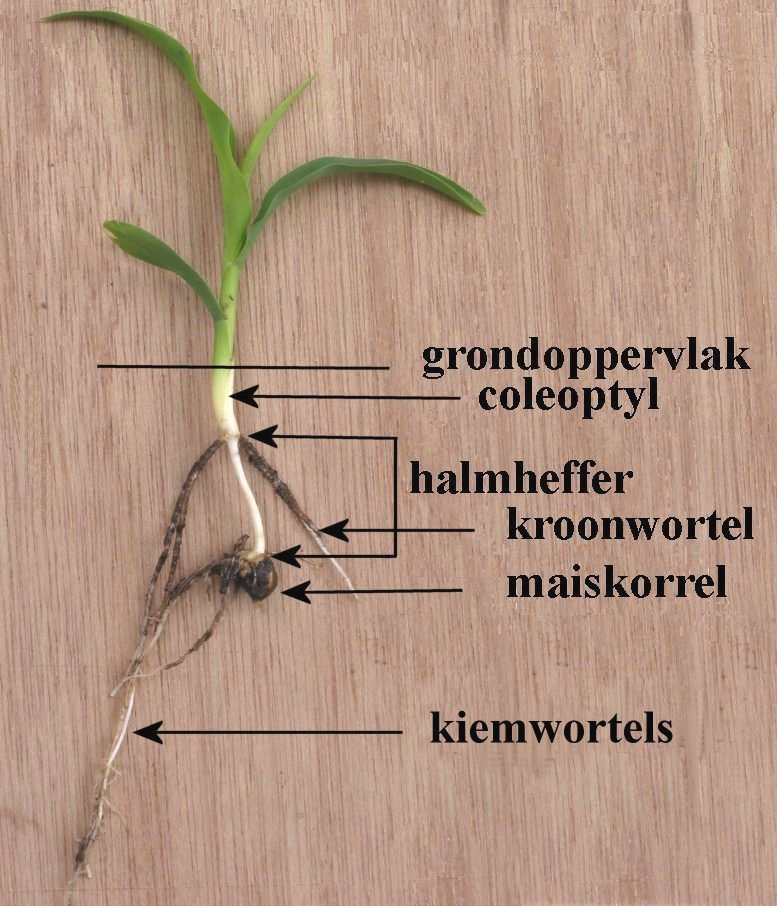
Kiemplant van suikermaïs

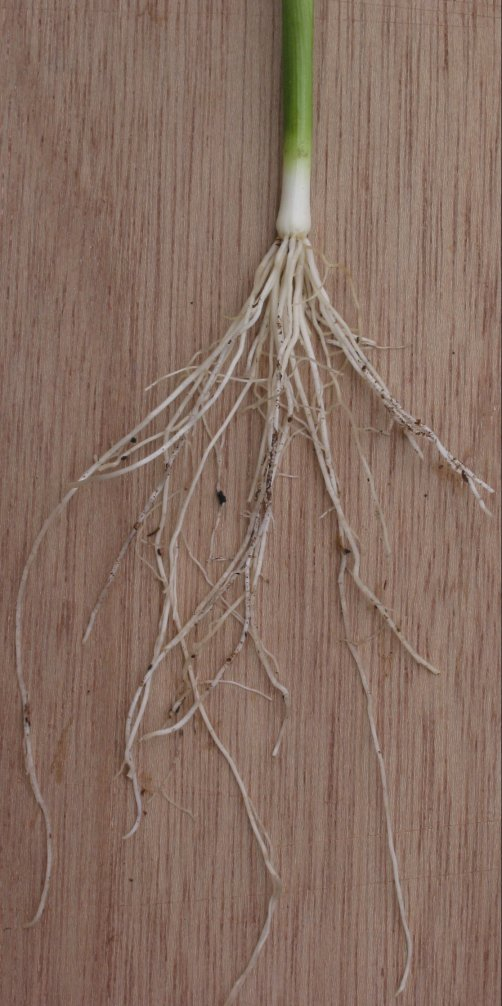
Bijwortels van prei

Een bijwortel, adventiefwortel of ramus adventicius is een wortel, die ontstaat uit een stengeldeel na afsterving van het  kiemworteltje of de hoofdwortel of bij vegetatieve voortplanting. 

## Eenzaadlobbigen
Bij eenzaadlobbigen of monocotylen worden na de kieming aan de bovenzijde van de halmheffer bijwortels (kroonwortels) gevormd en sterft de kiemwortel al vrij snel af. Bij prei ontstaan in de loop van de groei steeds meer bijwortels, die op de wortelhals staan ingeplant.

## Tweezaadlobbigen
Ook bij dicotyle plantensoorten die bollen, knollen of wortelstokken vormen worden na het afsterven van de hoofdwortel bijwortels gevormd.

## Vorm
Bijwortels kunnen dun en vezelig zijn zoals bij de grassen, draderig bij nagelkruid, met opgezwollen topeind bij  Filupendula hexapetala of rozenkransvormig bij Pelargonium triste.

## Specialisatie
Verder zijn luchtwortels, hechtwortels, zuigwortels (haustorium), steltwortels, ademwortels (pneumatofoor), plankwortels, wortelranken en vele worteldoorns bijwortels.

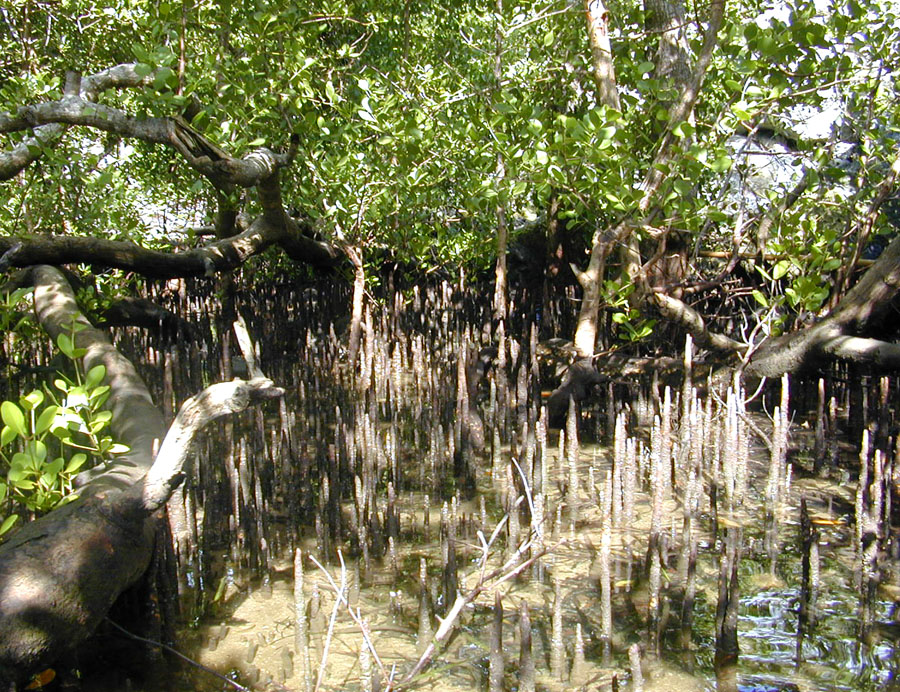
De mangrovesoort Sonneratia op de landzijde van het rif Yap met talrijke ademwortels.